# 陽光電城
根據國際能源總署的定義，陽光電城是以可再生能源來替代核能與化石燃料供應電力的一個城市或社區，以降低溫室效應所造成的傷害，達到與環境永續共存的目標。陽光電城以太陽光電系統容量供電，較火力發電排放較少二氧化氮。